# Ghadamès jezik
Ghadamès jezik (ISO 639-3: gha), jedan od tri istočnozenatska jezika, šire sjevernoberberske skupine, kojim govori oko 10 000 ljudi (2006) u Libiji, u blizini alžirsko-tuniske granice, i oko 2 000 u Tunisu.
Postoje dva dijalekta: ayt waziten i elt ulid. Pripadnici etničke grupe žive u oazama Ghadamèsa.

## Vanjske poveznice
- Ethnologue (14th)
- Ethnologue (15th)